# Codage superdense

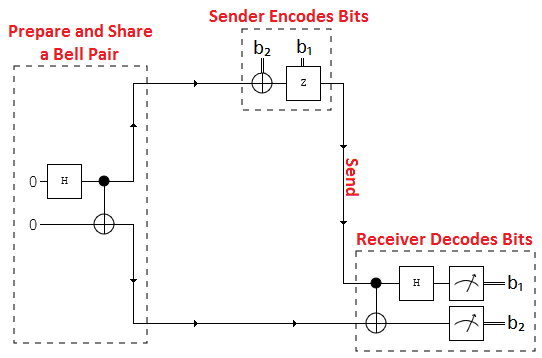
Schéma montrant le processus de codage superdense quantique : partage d'une paire de cloches, codage de deux bits classiques en les utilisant pour contrôler deux opérations sur l'une des parties, et exécution d'une mesure de base de cloche sur la paire pour récupérer les bits.

Le codage superdense (aussi appelé codage dense) consiste à utiliser des états corrélés pour transmettre et manipuler de l'information quantique.

## Description générale
Le principe du codage dense est le suivant. Alice et Bob doivent s'échanger deux bits d'informations. Disposant chacun pour cela de l'un des deux qbits, d'un état intriqué et d'un canal quantique.
A priori, un canal quantique ne peut pas transporter plus d'information par qbit qu'un canal classique et l'on devrait donc transmettre deux qbits pour faire passer le message. Mais grâce à l'état intriqué, il est possible de faire passer deux bits classiques en envoyant un seul bit quantique.
Bien que l'état intriqué puisse avoir été préparé un an avant la procédure, cette dernière en détruit cependant l'intrication.

## Procédure
Supposons que l'état initial est {\displaystyle \left|\phi ^{+}\right\rangle =\left|00\right\rangle +\left|11\right\rangle }.
Alice se saisit alors de son qbit et peut effectuer l'une de ces quatre opérations : ne rien faire, modifier la phase, modifier la valeur ou encore les deux à la fois. Puis elle envoie ce qbit à Bob, ce dernier obtient donc l'un des quatre états suivants :
{\displaystyle \left|\phi ^{+}\right\rangle =\left|00\right\rangle +\left|11\right\rangle },
{\displaystyle \left|\phi ^{-}\right\rangle =\left|00\right\rangle -\left|11\right\rangle },
{\displaystyle \left|\psi ^{+}\right\rangle =\left|01\right\rangle +\left|10\right\rangle },
{\displaystyle \left|\psi ^{-}\right\rangle =\left|01\right\rangle -\left|10\right\rangle }.
Maintenant que ce dernier est en possession des deux qbits de la paire intriquée. Il peut effectuer une manipulation pour revenir à une base non intriquée et mesurer chacun des deux qbits indépendamment pour lire le message.
L'un des points les plus remarquables de cette procédure est que le qbit envoyé par Alice à Bob est dans un état {\displaystyle \left|\psi \right\rangle } dont la mesure donne 0 ou 1 avec une égale probabilité. Il ne contient donc aucune information ce qui assure la parfaite confidentialité du message. Toute l'information est vraiment contenue dans l'intrication des deux qbits.